# NGC 6909
NGC 6909 est une galaxie elliptique barrée située dans la constellation du Télescope. Sa vitesse par rapport au fond diffus cosmologique est de 2 623 ± 19 km/s, ce qui correspond à une distance de Hubble de 38,7 ± 2,7 Mpc (∼126 millions d'al). NGC 6909 a été découverte par l'astronome britannique John Herschel en 1834.
À ce jour, une quinzaine de mesures non basées sur le décalage vers le rouge (redshift) donnent une distance de 31,653 ± 9,735 Mpc (∼103 millions d'al), ce qui est à l'intérieur des valeurs de la distance de Hubble. Notons cependant que c'est avec la valeur moyenne des mesures indépendantes, lorsqu'elles existent, que la base de données NASA/IPAC calcule le diamètre d'une galaxie et qu'en conséquence le diamètre de NGC 6903 pourrait être d'environ 54,7 kpc (∼178 000 al) si on utilisait la distance de Hubble pour le calculer.
Le relevé astronomique SAGA destiné à la recherche de galaxies satellites en orbite autour d'une autre galaxie a permis de confirmer la présence de quatre galaxies satellites pour NGC 6909.